# Ixora foonchewii
Ixora foonchewii är en måreväxtart som beskrevs av W.Ko. Ixora foonchewii ingår i släktet Ixora och familjen måreväxter. Inga underarter finns listade i Catalogue of Life.